# Bradfield Combust
Bradfield Combust – wieś w Anglii, w hrabstwie Suffolk. Leży 30 km na północny zachód od miasta Ipswich i 97 km na północny wschód od Londynu.